# Auguste de Forbin
Pour les articles homonymes, voir Forbin.
Pour les autres membres de la famille, voir Famille de Forbin.
Louis Nicolas Philippe Auguste, baron (en 1810), puis comte de Forbin (né au château familial de la Roque-d'Anthéron le 19 août 1777,, mort le 23 février 1841 à Paris) est un peintre, écrivain archéologue et administrateur français, ancien élève de David. Il succéda à Vivant Denon en 1816 comme directeur général du musée du Louvre.

## Biographie

### Enfance et éducation
Dès l'enfance, Auguste de Forbin fréquente François Marius Granet avec lequel il est élève du peintre Jean-Antoine Constantin à Aix-en-Provence. Une amitié solide se noue entre les deux hommes et, par la suite, Forbin aide Granet dans sa carrière.
En 1793, il est à Lyon lors du siège de la ville par la Convention, assiste à la mort de son père et de son oncle, est recueilli et est élevé par un habile dessinateur lyonnais, Jean-Jacques de Boissieu, qui l’initie à la pratique de son art. Son goût pour la peinture le conduit ensuite à Paris où il est rejoint par son ami Granet. Tous deux prennent des cours auprès du peintre Demarne, puis quittent son atelier pour devenir élèves de Jacques Louis David.

### Jeunesse
En 1799, il est incorporé dans le 21e régiment de chasseurs à cheval, et deux ans après dans le 9e régiment de dragons.

Un mois à Venise, 1825.

Ensuite, il quitte une première fois sa carrière militaire pour se consacrer à la peinture. Il visite l’Italie, où il obtint la protection de la princesse Borghese (sœur de  Napoléon), dont il devint le chambellan en 1803 et l'amant jusqu'en 1807. Leurs amours furent abritées par le château de la Mignarde à Aix-en-Provence, où Pauline effectua des séjours, et au château de la Barben appartenant à la famille de Forbin où un boudoir a été décoré pour elle par Granet. Chateaubriand écrit à propos de cette époque (été 1805)  dans Mémoires d'Outre-tombe : « M. de Forbin était alors dans la béatitude ; il promenait dans ses regards le bonheur intérieur qui l'inondait ; il ne touchait pas terre. »,. Lors d'un séjour à Aix-en-Provence, en mai 1807, elle fut reçue à l'hôtel de Forbin. Il en perdit brusquement l'estime en octobre de la même année.
Napoléon Ier l'envoya alors au Portugal où il réintégra l'armée, attaché à l'état major du duc d'Abrantès (Junot). Il participe alors à la première campagne du Portugal et reçoit la croix de la Légion d'honneur. 
Il se distingue en particulier durant la bataille d'Évora, où il fut un des tout premiers à entrer dans la ville avec le général Pierre Margaron.
Il sert ensuite sous les ordres du maréchal duc d'Istrie (Bessières) pendant la campagne d'Autriche. Après le traité de Schönbrunn, il retourne en Italie pour se consacrer aux arts.

### Direction des musées de France
Il revient à Paris en 1814 au moment de la première restauration puis des cent-jours durant lesquels il termine son tableau "Mort de Pline".
Nommé en 1816 grâce au duc de Richelieu, directeur général des musées royaux, sous la seconde restauration, il agrandit celui du Louvre ; crée le musée Charles X pour les antiquités et en établit un spécial au Luxembourg pour les œuvres des peintres vivants (en 1818).
Sous sa direction de nombreuses œuvres entrent dans les collections du Louvre, comme Les Sabines et son pendant Léonidas aux Thermopyles de David.  Entrent aussi des antiquités comme celles acquises durant son voyage dans le Levant, en particulier des statues égyptiennes comme celle de Sekhmet qui porte l'inscription Forbin sur le pilier dorsal. Entre également la Vénus de Milo découverte en 1820. On peut noter que son futur gendre Marcellus s'est rendu sur place lors de l'acquisition de cette statue par la France.
Après plusieurs années de persévérance, il parvient après la mort de l'artiste, à convaincre le ministre Sosthène de La Rochefoucauld de financer l'acquisition du Radeau de la Méduse de Géricault en 1824. Le tableau est acheté 6 000 Francs par l'intermédiaire de Dedreux-Dorcy ami du peintre.

### Voyages

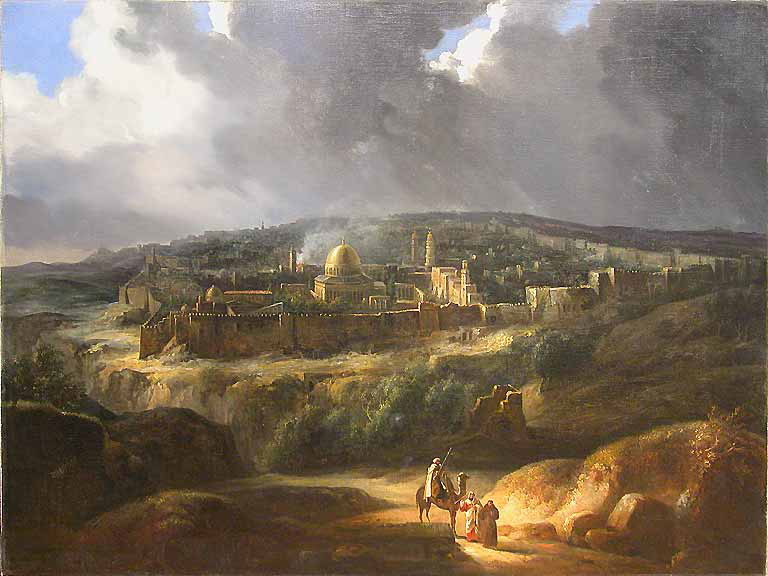
Vue de Jérusalem près de la vallée de Josaphat par Forbin.

En 1817, Forbin entreprend un long voyage dans le Levant dans l'intérêt des arts. Il embarque à bord de différents navires appartenant à la division navale française au Levant commandée par le commandant Halgan, et arrive après plusieurs étapes jusque Saint-Jean-d'Acre, l'expédition se poursuivant ensuite à terre. Forbin est accompagné des peintres Pierre Prévost et son neveu Léon Mathieu Cochereau ainsi que l'architecte Jean-Nicolas Huyot. L'abbé de Forbin-Janson les accompagne durant la première partie du voyage. Linant de Bellefonds, membre de l'équipage de leur premier navire, quitte celui-ci et se joint en septembre à l'expédition pour aider Pierre Prévost dans son travail.
Les principaux lieux visités sont dans l'ordre Milos, Athènes, Constantinople, Éphèse, Saint-Jean-d'Acre, Jérusalem, Gaza, Damiette, Le Caire, Louxor, Thèbes, Rosette et Alexandrie.
De nombreuses péripéties, le décès de Léon Mathieu Cochereau et la blessure de Jean-Nicolas Huyot émaillent l'expédition. Le 24 avril 1818, après une longue traversée orageuse à bord d'un brick, le voyage s'achève par un séjour au lazaret de Marseille. Forbin ajoute dans son récit "Voyage dans le Levant" qu'il a acquis durant ce voyage pour 28 000 Francs d'antiquités pour le musée Royal frais de transport compris.
Dans son texte Voyage dans le Levant (1819) il raconte l'amour tragique du jeune Arabe Ismail pour la chrétienne Mariam. Le peintre Horace Vernet réalise une étude pour un tableau aujourd'hui perdu Ismail et Mariam  (1819) qui est conservé au Musée de l'Ermitage à Saint-Petersbourg sous le titre "Tête d'un arabe".
En 1820, il fait un autre voyage en Sicile, qui comme celui de 1817, fait l'objet d'une publication.

### Déclin
En 1828, il subit une attaque vasculaire dont il ne se remet jamais entièrement. En 1841 une seconde attaque le laisse paralysé, il meurt peu de temps après à Paris.
Il est inhumé au cimetière Saint-Pierre d'Aix-en-Provence.

## Famille
Fils de François, Anne, Gaspard, Palamède de Forbin marquis de Pont-à-Mousson et de Françoise Marthe de Milan de la Roque, il appartient à la branche familiale des Forbin-la Barben.
Le 28 juin 1799, il épouse à Dompierre-les-Ormes (71), une riche héritière, Mélanie Roseline Félicité de Dortan dame d'Audour née le 6 mars 1776, décédée à Lyon le 5 juillet 1825, (fille de Charles Francois Marie Joseph de Dortan et de Thérèse Rosaline Claudine de Damas),. Grâce à sa femme Forbin hérite du château d'Audour.
De ce mariage naissent deux filles : 
- - (Marthe-Constance-Rosseline) Lydia née le 4 mai 1800 à Dompierre-les-Ormes. Marthe-Lydia épouse le Vicomte Alexandre Paul de Pinelli. De ce mariage naissent en 1823 Auguste de Pinelli (peintre)[24] et le 11 février 1825 Mélanie (arrière-grand-mère de Louise de Vilmorin[25]). En 1843, après le décès du Vicomte de Pinelli, Lydia épouse Claudius Jacquand, artiste peintre[26].
- Valentine en 1804 (épouse du comte de Marcellus)[20].

Armes des Forbin.
Armes des Dortan.

## Œuvres

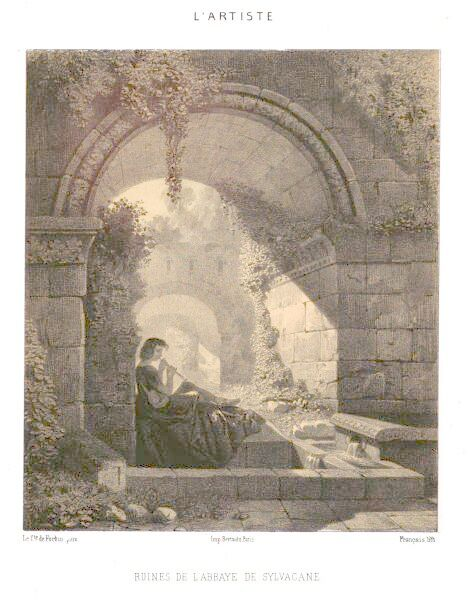
Ruines de l'abbaye de Sylvacane, gravure d'après Forbin.

Peintre habile lui-même, il a produit, entre autres ouvrages :
- Procession des Pénitents noirs (1806);
- Vision d’Ossian (1806); voir le tableau de Girodet Ossian reçoit les héros français morts pour la Patrie (1805) au château de La Malmaison) ;
- Mort de Pline, Juillet 1816[4];
- l’Éruption du Vésuve (1817) qui lui ouvrit les portes de l’Académie des beaux-arts[27] ;
- Religion au tribunal de l’Inquisition (1817);
- Inès de Castro couronnée après sa mort (1819);
- Vue de Jérusalem près de la vallée de Josaphat, 1825 (Paris, musée du Louvre)[28] ; exposé au Salon Parisien de 1831;
- Campo Santo à Pise, 1827[29].
- Cloître de Santa Maria Novella à Florence, 1827[30].

Ses écrits :
- Sterne à Paris, ou le voyageur sentimental, Comédie,  sur Google Livres 1800.
- Charles Barimore, roman sentimental, 1810[4],[31].
- Voyage dans le Levant sur Google Livres, 1819.
- Souvenirs de La Sicile sur Gallica, 1823.
- Mois à Venise, 1824, ouvrages accompagnés de vues prises par lui-même.

### Hommages
Auguste de Forbin a reçu les distinctions suivantes : 
- Il a reçu une médaille d'or au salon de 1808[32],
- Il était membre de l'académie des beaux-arts (élu en 1816)[33],[20].
- Commandeur de la Légion d'honneur (20 juillet 1822), après avoir été fait chevalier en 1809 et officier en 1817[34].
- Chevalier de Saint-Louis et de l'ordre souverain de Malte[32],[20].

Une place devant le château de la Roque-d'Anthéron porte son nom, une plaque gravée en souvenir de sa naissance en ce lieu y est visible.

### Iconographie
Il fut portraituré par Delacroix en 1812 (coll. particulière), et vers 1851 par l'aixois Joseph Marius Ramus (1805-1888), auteur d'un buste de lui en hermès en marbre, entré au Musée du Louvre en 1853, d'après un modèle exposé au Salon de 1831 (reprod. dans Le comte de Nieuwerkerke - Art et Pouvoir sous Napoléon III, catalogue de l'exposition du château de Compiègne, 6/10/2000- 8/01/2001, p.91).
Il est présent sur le tableau l'Atelier de M. Horace Vernet, en collection particulière.